# 타지키스탄의 경제
타지키스탄의 경제는 농업과 서비스에 의존한다. 독립 이후 타지키스탄은 점차 과도기 경제의 길을 따라 경제 정책을 개혁해 왔다. 해외 수익은 면과 알루미늄의 수출에 의존하기 때문에 경제는 외부 충격에 매우 취약하다. 타지키스탄의 경제 또한 주로 아프가니스탄과의 마약 거래에 초점을 맞춘 대규모 암시장을 포함하고 있으며, 타지키스탄에서의 헤로인 밀거래는 2012년 기준으로 전국 GDP의 30~50%에 해당하는 것으로 추정된다. 2000년 회계 연도(FY)에 국제 원조는 과거 내전투원을 민간 경제로 재편성하여 평화를 유지하는 데 도움이 되는 재활 프로그램에 대한 필수적인 지원의 원천으로 남아 있었다. 심각한 가뭄이 계속되어 식량 생산이 부족해진 2년째를 해결하기 위해서도 국제적인 원조가 필요했다. 타지키스탄의 경제는 전쟁 이후 크게 성장했다. 세계은행 자료에 따르면 타지키스탄의 국내총생산(GDP)은 2000년~2007년 평균 9.6%의 비율로 성장했다. 이로 인해 타지키스탄은 다른 중앙아시아 국가들(예: 투르크메니스탄과 우즈베키스탄)의 지위를 향상시켰으며, 그 이후로 경제적으로 악화되었다. 2009년 8월 현재 타지키스탄 국민의 약 60%가 빈곤선 아래에 살고 있다. 2008년 세계 금융 위기는 국내외적으로 타지키스탄에 큰 타격을 주었다. 타지키스탄은 이미 높은 빈곤율을 가지고 있고 많은 국민들이 국외 거주 타지키스탄인들의 송금에 의존하고 있기 때문에 많은 나라들보다 더 큰 타격을 받았다.

## 경제사
구매력 평가 비교의 경우, 미국 달러는 소모니 0.82달러에 한해서만 환전된다.
타지키스탄 경제는 6년간의 내전과 자국 제품 시장의 손실로 인해 심각하게 약화되었다. 따라서 타지키스탄은 기본적인 생계수단 대부분을 국제사회의 인도주의적 지원에 의존하고 있다. 1997년 6월 평화협정이 성사되더라도 난민과 전직 전투원을 경제에 통합하는 데 큰 문제가 있다. 타지키스탄 경제의 미래와 외국인 투자 유치 잠재력은 평화 과정의 안정과 지속적인 진전에 달려 있다.
2006년 타지키스탄의 1인당 GDP는 1990년대 수준의 85%였다. 반면 인구는 1991년 530만 명에서 2009년 730만 명으로 늘었다.
기득권의 저항에도 불구하고 타지키스탄 정부는 2000 회계연도에도 거시 경제 안정과 구조 개혁을 계속 추구했다. 1999년 12월, 정부는 중소기업 민영화가 성공적으로 완료되었다고 발표하였고, 점차적으로 중견기업과 대기업(SOE)의 민영화가 지속되었다. 중대형 SOE의 지속적 민영화, 토지개혁, 은행개혁과 구조조정 등이 최우선 과제로 남아 있다. 2000 회계 연도 종료 직후, 국제 통화 기금 이사회는 타지키스탄을 위한 제3차 연간 빈곤 감소 및 성장 시설 대출 승인으로 정부의 최근 성과에 대한 신임 투표를 실시했다. 타지키스탄 정부의 개선된 재정 규율은 긍정적인 경제 성장으로 돌아가는 것을 지지했다. 2001년 정부 예산은 거의 균형을 이루었고 2002년 정부 예산은 최근 사회 부문 지출 증가를 포함하여 GDP의 0.3% 재정적자를 목표로 하고 있다.

## 국내총재산
2005년 타지키스탄 국내총생산(GDP)은 약 18억 9천만 달러로 6.7% 성장했으며 2006년 성장률은 약 8%로 5년 연속 6%를 넘어섰다. 2007년 GDP 성장률 공식 전망치는 7.5%이다. 2005년 1인당 GDP는 258달러로 구소련 15개국 중 가장 낮았다. 2005년 국내총생산(GDP)에서 서비스는 48%, 농업은 23.4%, 산업은 28.6%를 차지했다. 최근 세계적 불황으로 타지키스탄의 GDP 성장률은 2009년 상반기 2.8%로 낮아졌다. 해외 거주 타지키스탄인으로부터의 송금은 타지키스탄 GDP의 30~50%를 차지할 것으로 추정된다.

## 산업

### 농업
정부가 토지개혁을 서두르겠다고 발표했지만, 2006년에도 소련 시절의 많은 국영농장이 여전히 존재했고, 국가는 민영화된 농장의 생산과 수확에 대한 통제권을 유지하고 있다. 특히 목화농가의 민영화가 지지부진했고, 2006년에도 목화농가의 해결되지 않은 부채가 문제로 남아 있었다. 2000년대 초반 주요 작물은 면화(2004년 경작지의 3분의 1을 차지했으나 이후 감소), 곡물(주로 밀), 감자, 채소(주로 양파와 토마토), 과일, 쌀이었다. 면화는 농업 분야와 국가 경제 모두에 중요한 기여를 한다. 면화는 농업 생산량의 60%를 차지하고, 농촌 인구의 75%를 부양하며, 관개 경작지의 45%를 사용한다. 농업에 사용되는 8,800평방킬로미터의 토지 중 80% 이상이 관개에 의존하고 있다. 타지키스탄은 카자흐스탄과 우즈베키스탄에서 곡물을 수입해야 한다.

### 임업
타지키스탄의 3%는 주로 1,000미터에서 3,000미터 사이의 고도에 숲을 이루고 있다. 상업적으로 이용 가능한 산림 지역은 없으며, 대부분은 주정부의 보호를 받고 있다. 목재 생산은 무시할 수 있지만 지역 주민들은 비목재 삼림 생산물을 수확한다.

### 어업
개울과 호수는 제한된 양의 물고기를 생산하며, 어떤 물고기는 양식업에서 생산된다. 2003년에는 양식장에서 158톤의 물고기가 잡히고 167톤이 사육되었다.

### 채굴 및 광물
타지키스탄은 금, 은, 안티모니가 풍부하게 매장되어 있다. 가장 큰 은 매장량은 타지키스탄의 최대 금 채굴 사업장이 있는 수그드주에 있다. 러시아의 노르니켈 회사는 볼쇼이 카니만수르에서 대규모의 새로운 은광고를 탐사했다. 타지키스탄은 또한 스트론튬, 소금, 납, 아연, 유광, 수은을 생산한다. 소련 시대의 중요한 광물인 우라늄은 어느 정도 남아 있지만 더 이상 추출되지 않는다. 화석 연료 매장량은 석탄으로 제한돼 있으며 이 중 연간 약 3만톤이 채굴된다. 타지키스탄의 광범위한 알루미늄 가공 산업은 전적으로 수입 광석에 의존하고 있다.

### 서비스
2000년대 초반 내내 서비스 부문의 전체 생산량은 꾸준히 증가해왔다. 타지키스탄 국립은행의 감독 강화, 외국 기관의 참여 제한 완화, 규제 개혁 등으로 은행 제도가 크게 개선됐다. 이 시스템은 16개의 시중은행과 중앙은행, 즉 국립은행을 포함한다. 원칙적으로는 대부분의 은행이 민영화되었지만, 국가는 그 시스템을 통제한다. 2003년에 국제적인 지원 구조조정 프로그램이 완성되었다. 은행은 국영기업에 신용을 제공하는 데 집중하면서 좁은 범위의 서비스를 제공한다. 타지키스탄 자본의 10%만 은행 시스템을 통해 이동하며 소규모 기업은 은행에서 대출받는 경우가 거의 없다.
타지키스탄 국립은행 회장 압둘자보르 시리노프는 2013년 1월 1일 16개 은행과 299개 지점, 2개 비은행 금융기관, 124개 소액금융기관 등 142개 신용기관을 발표했다.

### 관광업
타지키스탄의 관광산업은 내전으로 사라졌으나 최근 몇 년 사이에 다시 자리를 잡기 시작했다. 2018년 영국 배낭여행협회는 타지키스탄을 세계 7대 모험 여행지로 선정했다. 타지크 관광개발위원회는 이에 대해 "타지키스탄을 영국 배낭여행자 협회의 20대 모험 여행지에 포함시킨 것은 타지키스탄의 관광 발전을 증명한다"고 응답했다.

## 통화, 환율 및 인플레이션
소모니는 1991년부터 통용되던 타지키스탄 루블을 대체하기 위해 2000년 도입됐다. 2015년 12월에는 7명의 소모니가 1달러와 맞먹었다.
소련 시대 내내 인플레이션은 경제성장과 생활 수준 향상에 심각한 장애물이었다. 2001년~2003년 동안 타지키스탄의 인플레이션율은 각각 33%, 12.2%, 16.3%였으나 2004년에는 6.8%, 2005년 7.1%로 떨어졌다. 2006년 말에 인플레이션은 10% 수준에 도달했다. 2007년 공식 전망치는 7%이다.

## 정부 예산
3년 연속 예산 흑자를 기록한 2004년은 1997년에서 2000년 사이에 4년간 적자를 이어온 첫 해였다. 2005년 매출은 총 4억 4천 2백만 달러(세금 징수 개선 효과 지원)였으며 지출은 5억 4천 2백만 달러로 1억 달러의 적자였다. 승인된 2007년 주 예산에는 9억 2,600만 달러의 수익과 9억 5,400만 달러의 지출이 요구되며, 2800만 달러의 적자가 남는다.

## 대외 경제 관계

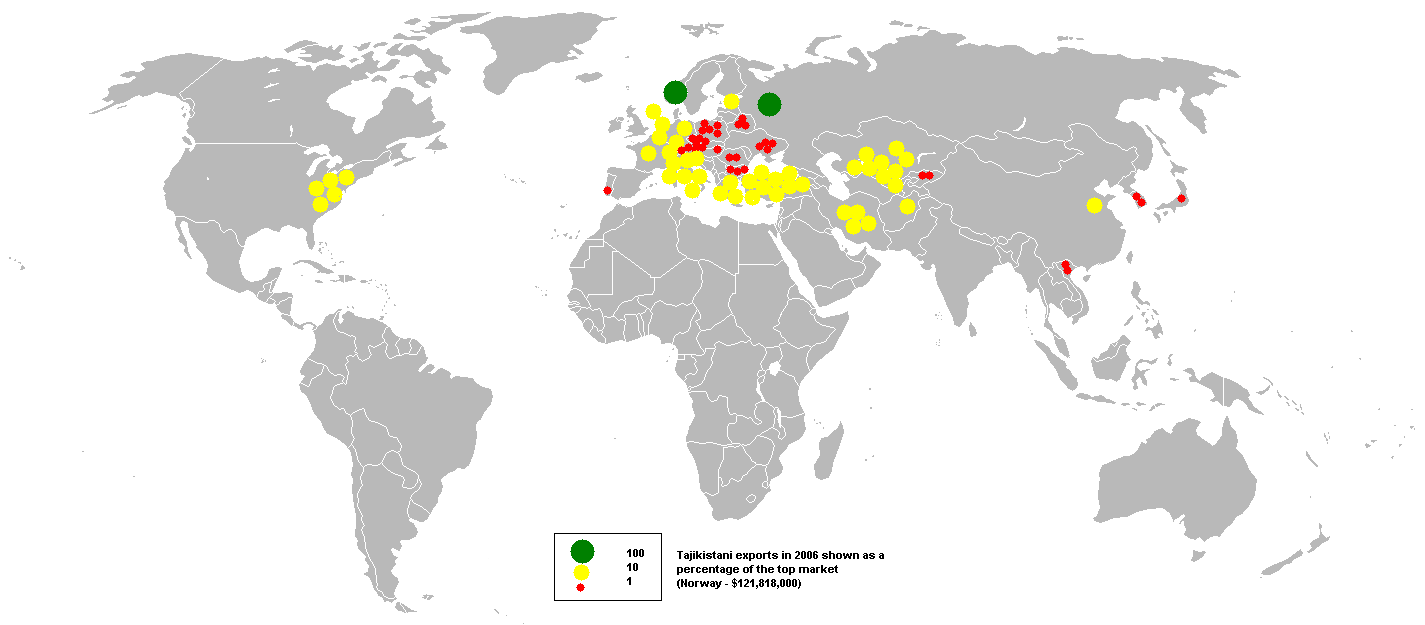
2006년 타지키스탄 수출

구소련 시대에 타지키스탄은 구소련 공화국으로부터 시장을 크게 옮겼다. 2005년, 전체 수출의 80% 이상이 유럽 연합(EU)과 터키를 포함한 독립국가연합(CIS) 이외의 국가 고객들에게 돌아갔다. 그러나 타지키스탄의 식량과 에너지는 대부분 CIS 국가로부터 수입되기 때문에 2005년 전체 무역활동의 53%만이 CIS 밖에 있었다. 2005년 타지키스탄 수출의 전체 구매액 1위는 네덜란드, 터키, 러시아, 우즈베키스탄, 라트비아, 이란 순으로 나타났다. 수출가치의 절반 이상을 차지하는 알루미늄 외에도 면화, 전력, 과일, 식물성 기름, 섬유 등이 주요 수출품이다. 2005년 타지키스탄 수입의 최대 공급업체는 러시아, 카자흐스탄, 우즈베키스탄, 아제르바이잔, 중국, 우크라이나 순이었다. 이러한 수입 순위는 타지키스탄이 이웃 국가들로부터 구입하는 연료와 전력의 높은 가치에 의해 크게 결정된다. 알루미늄 산업에 공급하기 위해 알루미나(산화알루미늄)를 수입하는 것도 중요한 요인 중 하나이다. 알루미나의 주요 공급업체는 아제르바이잔, 카자흐스탄, 우크라이나이다.
타지키스탄은 소련 시대 내내 무역 적자를 겪어왔다. 2003년 적자는 수출 7억 5백만 달러와 수입 8억 2백만 달러를 기준으로 9천 7백만 달러였다. 2004년 수출액은 7억3600만 달러, 수입액은 9억580만 달러로 2억2200만 달러의 무역 적자를 냈다. 2005년에 적자가 다시 증가하여 3억3천9백만 달러로 늘어났는데, 주된 이유는 면화 수출이 감소하고 물품에 대한 국내 수요가 증가했기 때문이다.
2005년 경상수지 적자는 8천6백만 달러로 1990년대 후반 이후 전반적으로 하락세를 보였다. 2006년과 2007년의 경상수지 적자는 GDP의 4.5%, 즉 2006년의 9천만 달러 정도이다. 2005년 전체 국제수지는 미화 1400만 달러였다. 2006년 전체 국제수지는 미화 800만 달러이다.
2006년 말 타지키스탄의 대외 부채는 8억 3천만 달러로 추정되었으며, 대부분은 장기 국제 부채였다. 이 금액은 1990년대와 2000년대 초반까지 꾸준히 증가했는데 이는 국가 차입 정책 때문이다. 2004년 타지키스탄은 러시아에 누락 우주정거장 소유권을 주고받으며 대외부채의 약 20%를 없앴고, 2006년까지 재조정 협상을 통해 국내총생산(GDP) 대비 부채가 3분의 2 정도 줄어들었다.

### WTO
타지키스탄은 2013년 3월 2일 세계무역기구(WTO)에 가입하여 159번째 가입국이 되었다. 타지키스탄 집권 노동당은 2001년 7월 18일 총평의회에 의해 설립되었다. 타지키스탄은 2012년 10월 26일 노동당이 가입안을 채택하면서 가입 협상을 완료했다. 총평의회는 2012년 12월 10일에 가입을 승인했다. 노동당은 2011년 7월 6차 회의를 열어 타지키스탄 대외무역체제에 대한 검토를 계속했다. 타지키스탄은 양국 시장접근 협상의 일환으로 태국의 지원을 얻기 위한 논의에서 조리 장비, 냉장고, 오븐, 온수기에 대한 관세를 낮추기로 합의했다. 이에 앞서 타지키스탄 정부는 일본과 협상을 타결했다고 확인했으며 2012년 7월 31일 체결된 협정에서 타지키스탄의 가입에 대한 지원을 받았다.